# Prémio Fernando Távora
O Prémio Fernando Távora foi instituído pela Secção Regional do Norte da Ordem dos Arquitectos para homenagear o arquitecto Fernando Távora.
Este prémio anual, visa relembrar um arquitecto que, como profissional e pedagogo, influenciou várias gerações de arquitectos em Portugal.
O prémio pode ser atribuído a todos os arquitectos inscritos na Ordem dos Arquitectos que apresentem a melhor proposta de viagem de investigação. O prémio consiste numa bolsa de viagem no valor de 6.000,00 €.

## Lista dos vencedores
Abaixo, está a lista completa dos vencedores do prémio:
| Ano  | Laureado                                           | Viagem premiada |
| ---- | -------------------------------------------------- | --- |
| 2005 | Nelson Jorge Amorim Mota                           | Viagem ao espaço doméstico e às cidades da burguesia do final do século XIX                                                                                     |
| 2006 | Sílvia Benedito                                    | QUADRÍCULA EMOCIONAL Um Urbanismo Híbrido entre Natureza e Arquitectura nas Cidades Atlânticas Portuguesas do Séc. XVI blogue com o registo do diário de viagem |
| 2007 | Maria Valladares Pacheco Moita                     | Arquitectura para o desenvolvimento intervenções de emergência e de permanência no sudoeste asiático                                                            |
| 2008 | Maria Cristina Pinto da França Salvador            | Diário do Deserto Namibe 2009 |
| 2009 | Armando Manuel de Castilho Rabaça Correia Cordeiro | De La Chaux-de-fonds à Voyage d Orient - A promenade architecturale e o espaço/tempo em Le Corbusier                                                            |
| 2010 | Marta Serrano Navarro Duarte Pedro                 | A Song to Heaven ou o Japão Sublime em Frank Lloyd Wright: da viagem de 1905 ao Legado na Arquitectura Moderna Japonesa                                         |
| 2011 | Paulo Moreira                                      | |
| 2012 | Sidh Losa Mendiratta                               | Domus-fortis in Æquator: as casas-torre de origem Europeia nos territórios do Estado da Índia (séculos XVI-XVII)                                                |
| 2013 | Suzana Ventura                                     | Expedição a uma arquitectura intensiva |